# Tarnawa-Góra
Tarnawa-Góra – wieś w Polsce położona w województwie świętokrzyskim, w powiecie włoszczowskim, w gminie Moskorzew. Leży 5 km na zachód od Moskorzewa, 27 km na południe od Włoszczowy, 71 km na południowy zachód od Kielc.
| SIMC    | Nazwa      | Rodzaj     |
| ------- | ---------- | ---------- |
| 0138477 | Feliksówka | przysiółek |

W latach 1975–1998 miejscowość administracyjnie należała do województwa częstochowskiego.
We wsi w 1921 urodził się August Kowalczyk – polski aktor teatralny, filmowy i telewizyjny, reżyser.
Miejscowość leży w obszarze Natura 2000,Dolina Górnej Pilicy oraz Dolina Białej Nidy.
We wsi ma początek ścieżka rowerowa Tarnawa-Góra – Mękarzów

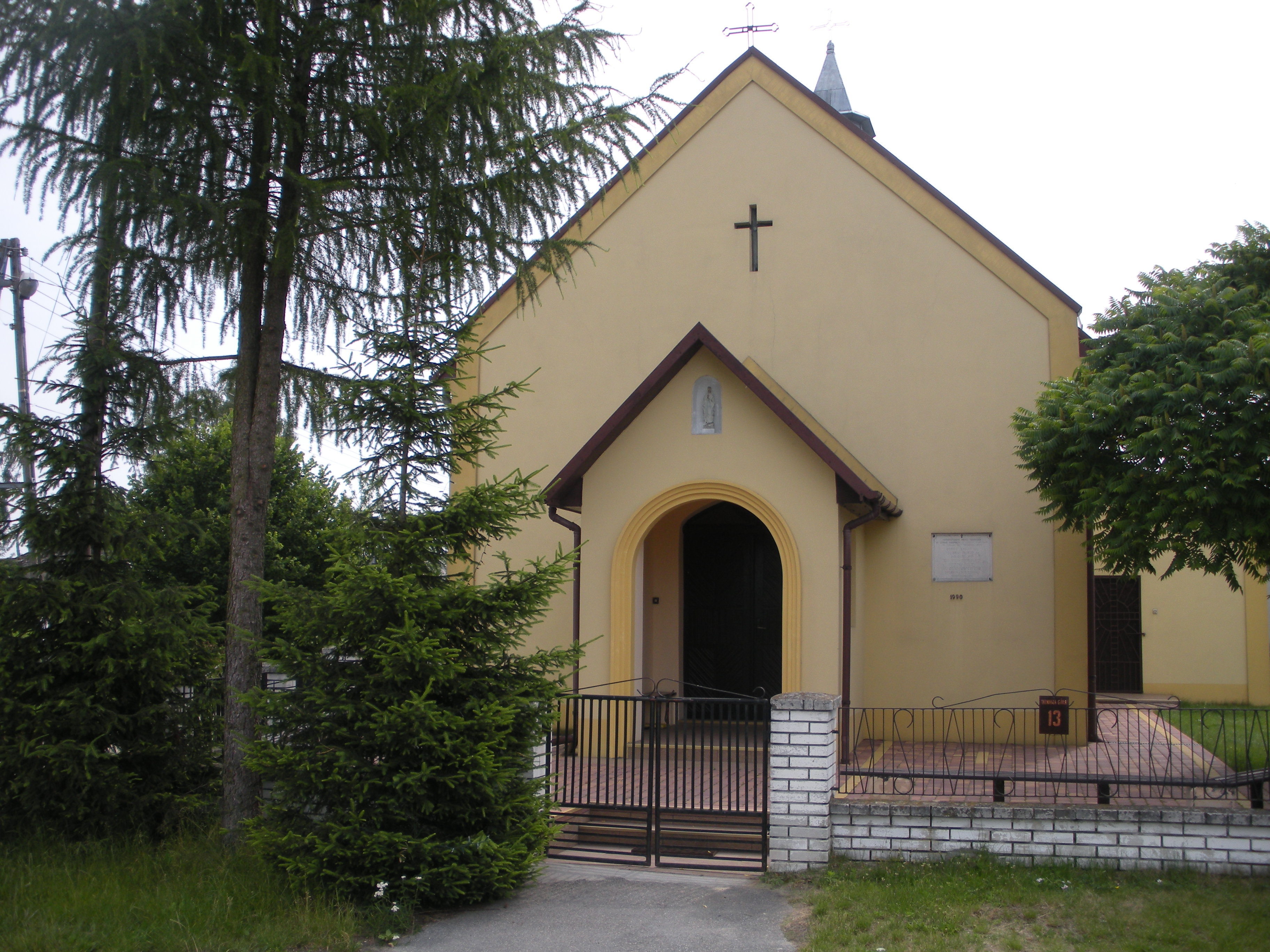
Kaplica w Tarnawej Górze.
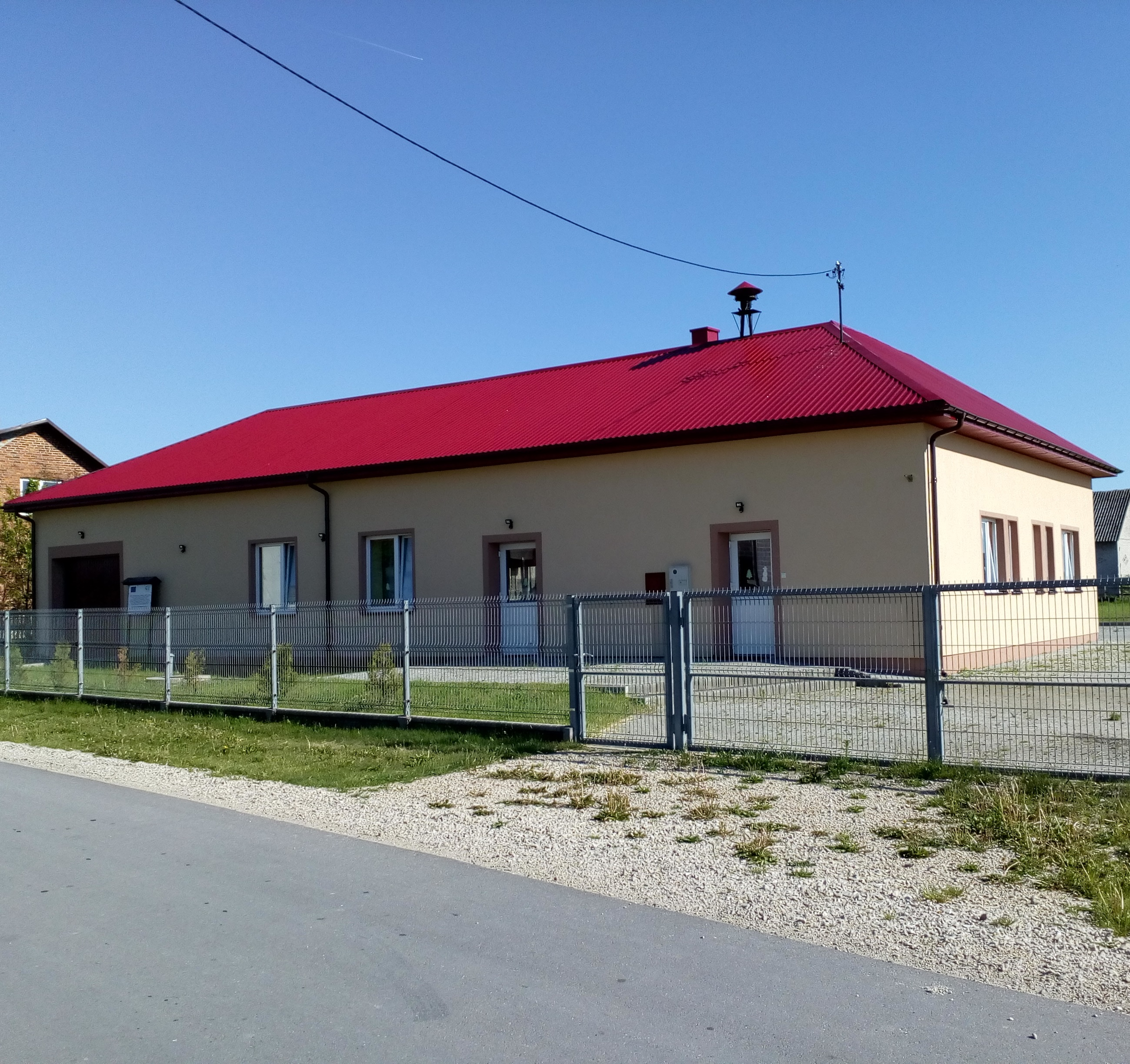
Budynek świetlicy wiejskiej.
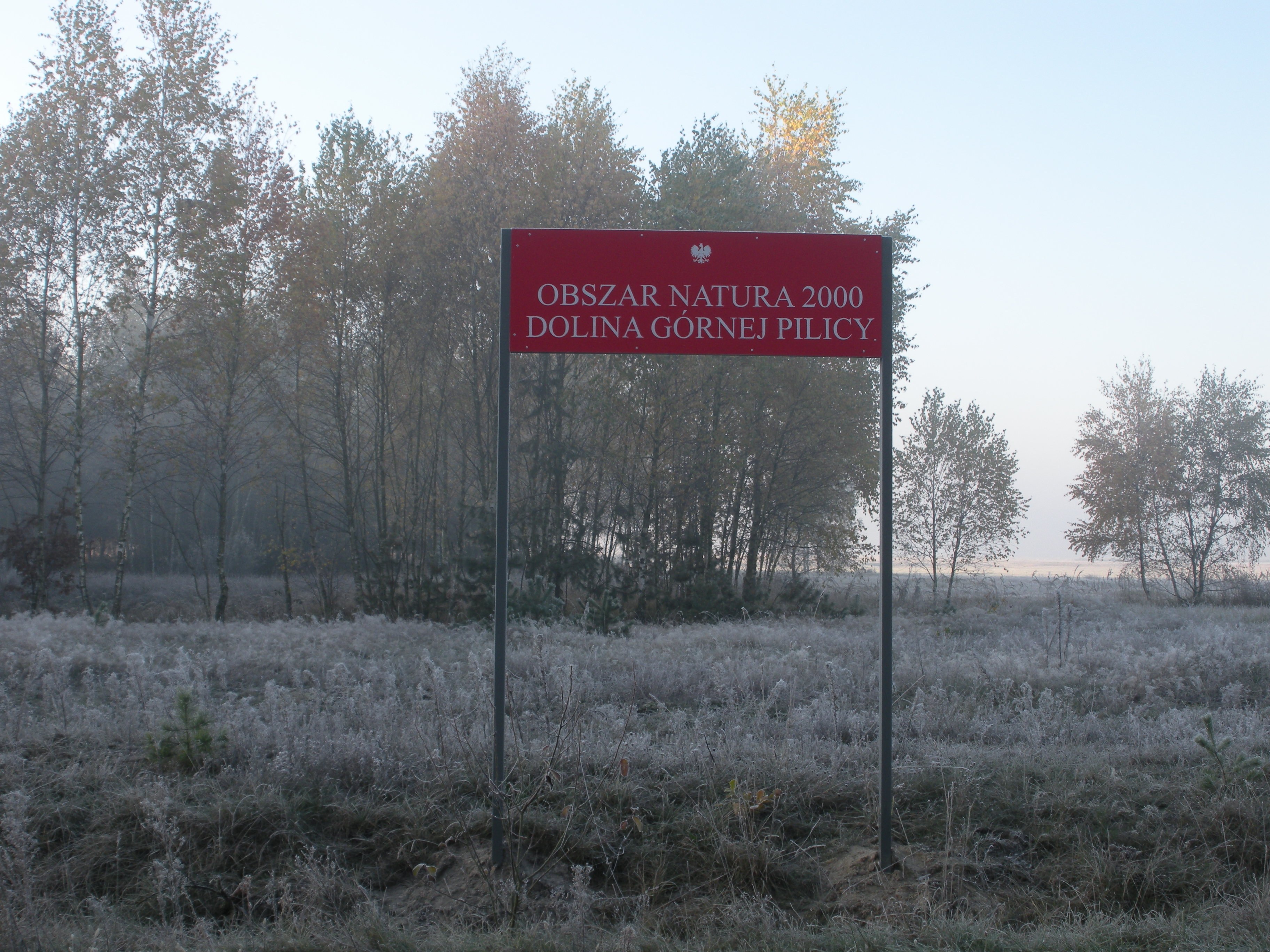
Obszar Natura 2000 Dolina Górnej Pilicy.